# Courpière
Courpière is een gemeente in het Franse departement Puy-de-Dôme (regio Auvergne-Rhône-Alpes). De plaats maakt deel uit van het arrondissement Thiers. Courpière telde op 1 januari 2022 4.109 inwoners.

## Geografie
De oppervlakte van Courpière bedroeg op 1 januari 2022 31,82 vierkante kilometer; de bevolkingsdichtheid was toen 129,1 inwoners per km².

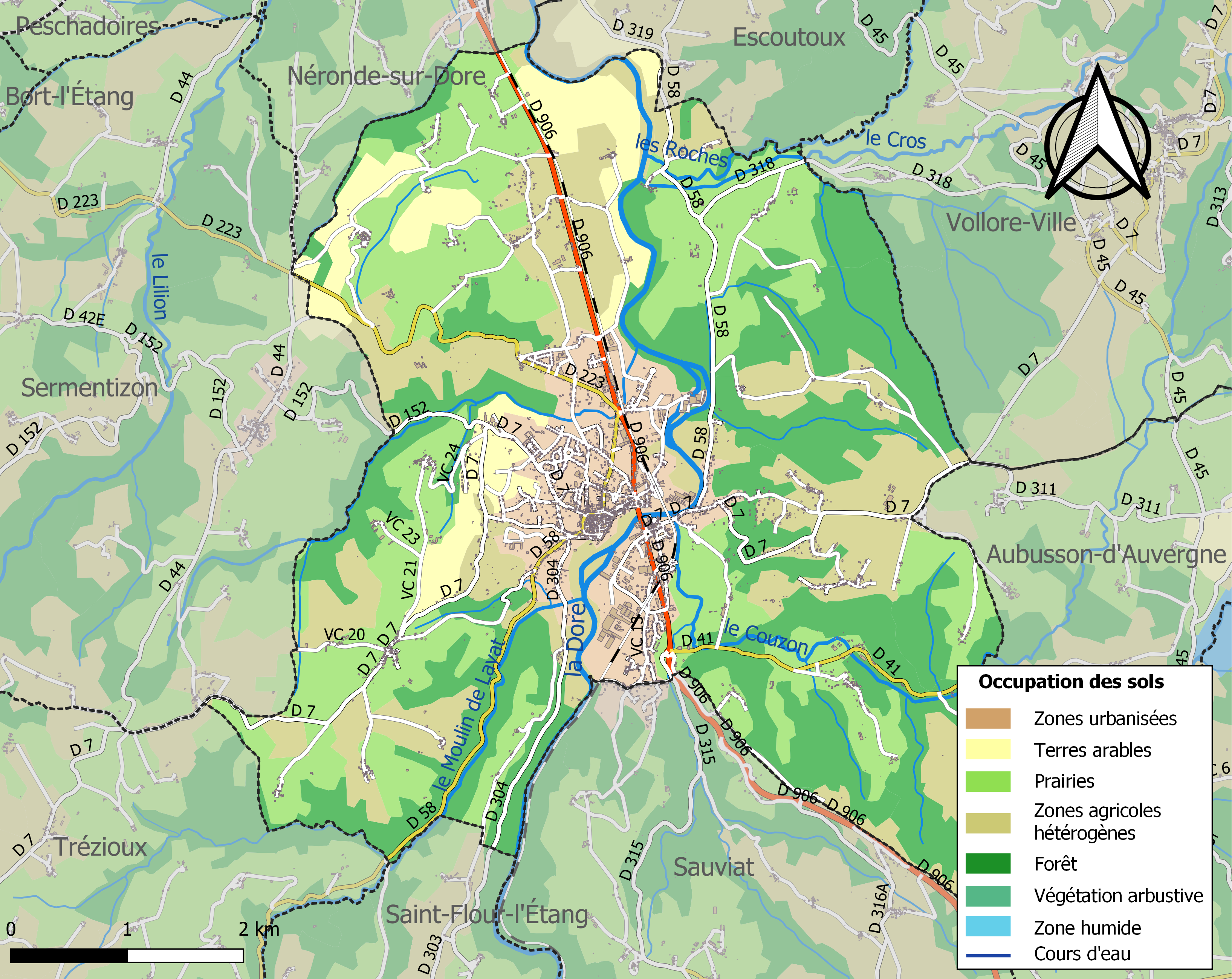
Kaart van de gemeente met belangrijkste infrastructuur, bodemgebruik en omliggende gemeenten

## Demografie
Onderstaande figuur toont het verloop van het inwonertal (bron: INSEE-tellingen).